# Waal (Burg)
Waal ist eine im deutschsprachigen Raum seit dem Mittelalter übliche Bezeichnung für die Gräben- und Wallanlagen von Burgen, heute meist abgegangener kleiner Burgen des niederen Adels, wie Turmhügelburgen und kleiner Wasserburgen. Alternativbezeichnungen sind: Inselteich, Wallteich, Walteich, Wallgraben, Wohl, Wol, Wohlteich, Burgstall, Purgstall, Ringwall oder Bühl. Ursprünglich soll der Begriff Waal nur Erhebungen, also den Burghügel selbst (und eventuell die Wälle) bezeichnet haben, im Laufe der Jahrhunderte aber verstand man darunter die gesamten Überreste abgegangener Burgen, also auch deren Gräben/Wassergräben und die Wälle sowie den Burghügel. Der frühneuzeitliche Begriff Wall (Festungsbau, Feldbefestigung, Stadtbefestigung), leitet sich mutmaßlich von Waal ab, wie die alternativen Bezeichnungen Wallteich und Walteich zeigen. Waal bezeichnet auch Teiche mit Inseln, die einst Wasserburgen oder Wehrtürme trugen.